# Eilema serva
Eilema serva là một loài bướm đêm thuộc phân họ Arctiinae, họ Erebidae.